# Unión Cuba Petróleo

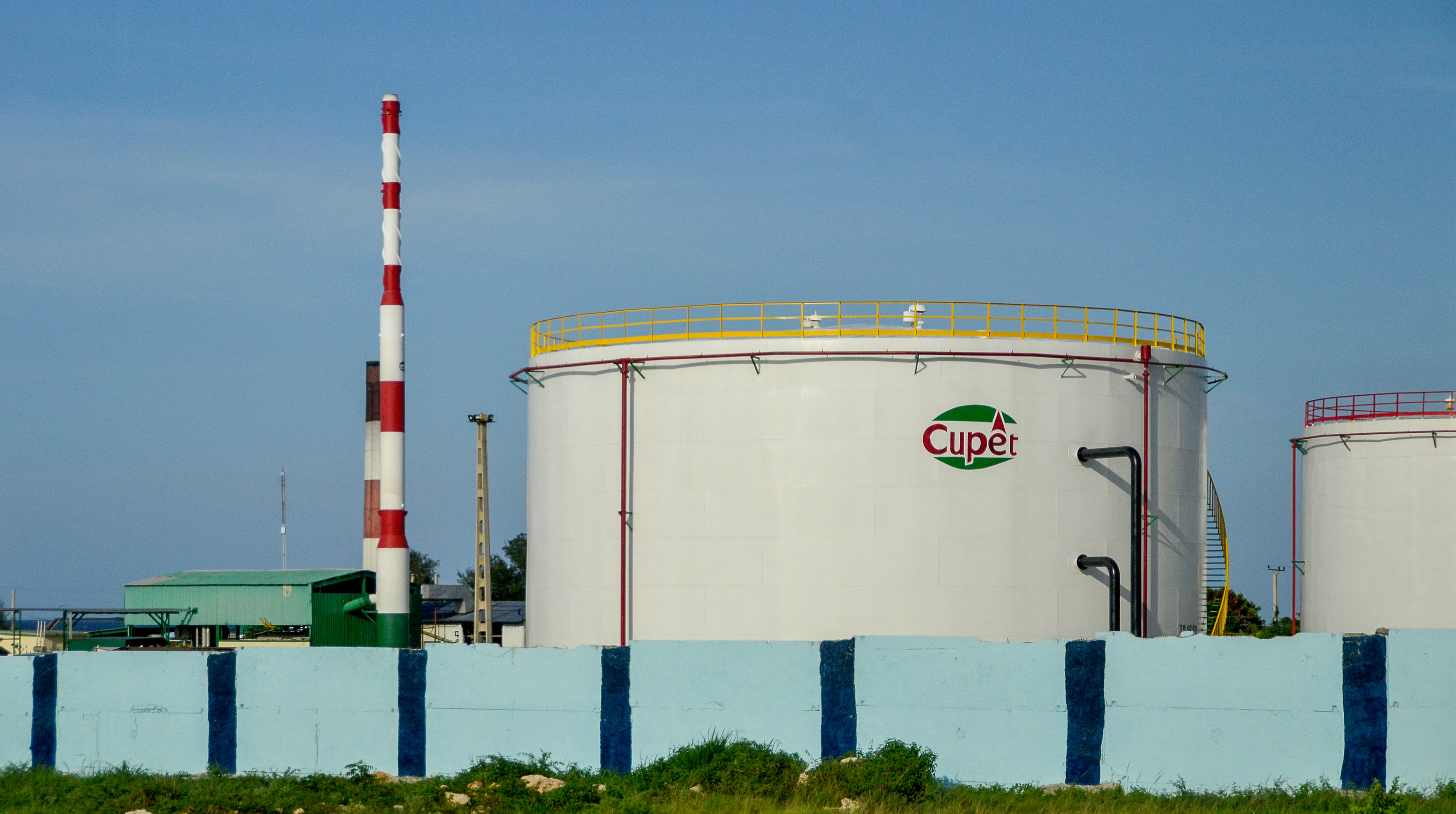
Tanques de crudo CUPET cerca de La Habana, 2014

La Unión Cuba Petróleo o CUPET es la empresa petrolera más grande de Cuba. Es propiedad y está operada por el gobierno cubano. La empresa se dedica a la extracción de yacimientos de petróleo, así como a la refinación y distribución de productos derivados de este. En conjunto con el conglomerado Cimex, opera una cadena de estaciones de servicio que ofrecen gasolina en pesos convertibles.
La extracción está centrada principalmente en el norte de la provincia de La Habana, en la región norte del país. CUPET produce petróleo en la isla de forma conjunta y tiene acuerdos comerciales con, entre otros, la República Popular China, la petrolera española Repsol y la canadiense Sherritt International.
Cuba produce alrededor de 80 000 barrels por día (13 000 m3/d) de crudo pesado. Varias empresas han explorado en busca de petróleo en Cuba durante los últimos 15 años, con los únicos nuevos descubrimientos a lo largo de la franja de petróleo pesado del noroeste, un tramo de costa de unos 128 kilómetros en las provincias de La Habana y Matanzas. Cuba consume unas 150, 000 barriles por día (24 000 m3/d), de los cuales unos 53 000 litros (8400 m3/d) de petróleo y derivados son importados de Venezuela bajo generosas condiciones de financiamiento de Petrocaribe bajo un amplio acuerdo de cooperación.

## Historia

### 1960
El 6 de agosto de 1960, el gobierno cubano, bajo la presidencia de Osvaldo Dorticós Torrado y el primer ministro Fidel Castro, nacionalizó todas las refinerías de petróleo de propiedad estadounidense ubicadas dentro de las fronteras nacionales de Cuba. Junto con las fábricas de azúcar y las minas, Cuba se apoderó de aproximadamente $1700 millones en activos petroleros estadounidenses. Esta nacionalización de la propiedad resultó en parte de la decisión del presidente de Estados Unidos Dwight D. Eisenhower de cancelar todas las exportaciones de petróleo a Cuba. La decisión de Eisenhower se produjo a raíz de la Revolución cubana y el posterior establecimiento de un estado comunista en la isla. Esto obligó al gobierno cubano a depender de las importaciones de petróleo de la Unión Soviética. Eisenhower ordenó a las compañías petroleras estadounidenses que se negaran a refinar el petróleo soviético y, como resultado, el gobierno cubano nacionalizó las refinerías.
Después de la exitosa Revolución cubana (1953-1959), se estableció un estado socialista en Cuba. En total, Cuba nacionalizó unas 6000 propiedades estadounidenses. Las numerosas instalaciones individuales de petróleo y gas se compactaron en una sola empresa controlada por el estado, Unión Cuba-Petróleo. A pesar de los intentos de negociación, nunca se devolvió ninguna propiedad a las empresas estadounidenses y aún no han recibido ninguna compensación por parte del gobierno cubano. Las relaciones diplomáticas entre los Estados Unidos y Cuba se deterioraron rápidamente y el primero de una serie de embargos se impuso al régimen de Castro en octubre de 1960.